# 2MASS J18082002-5104378
2MASS J18082002-5104378 (сокращённо J1808-5104) — крайне бедная металлами двойная звезда в созвездии Жертвенника на расстоянии около 1950 световых лет от Солнца. Является спектральной двойной звездой.

## Свойства

### Главный компонент
Главный компонент двойной системы, 2MASS J18082002-5104378 A, является субгигантом, более холодным, чем Солнце, но более крупным и с большей светимостью.

### Вторичный компонент
Ненаблюдаемый вторичный компонент, 2MASS J18082002-5104378 B, считается красным карликом, обладает орбитальным периодом P = 34,757+0,010
−0,010 дней и массой около 0,14 массы Солнца. Является первой открытой маломассивной звездой с крайне малым содержанием металлов и одной из самых старых звёзд во Вселенной, возрастом 13,53 млрд лет; возможно, является одной из первых звёзд, состоящих почти полностью только из вещества, образовавшегося при Большом взрыве. Содержание металлов составляет около 1/10000 содержания металлов в Солнце. Является самой яркой из известных крайне малометалличных звёзд,[прояснить] входит в состав тонкого диска Млечного Пути, что необычно для такой малометалличной и старой звезды. При возрасте 13,53 млрд лет данный объект является самой старой из известных звёзд тонкого диска, на несколько миллиардов лет старше самого тонкого диска.
По словам астронома Кевина Шлауфмана, одного из авторов исследования, описывающего открытие ненаблюдаемой звезды-компаньона, «данная звезда, может быть, одна на 10 миллионов. Она даёт некоторую важную информацию о звёздах первого поколения». Шлауфман утверждает: «Солнце, вероятно, возникло из вещества десятков предыдущих поколений массивных мало живущих звёзд… Вероятно, у этой звезды был только один предшественник… Наблюдения, подобные проведённым, возможно, когда-нибудь приведут к обнаружению звёзд первого поколения.» Эндрю Кэйси, астроном и соавтор исследования, замечает, что первые звёзды во Вселенной не обязаны обладать большими массами, некоторые звёзды могли образовываться из небольших объёмов вещества и дожили до настоящего времени.